# لیو ژیو
لیو ژیو (انگلیسی: Liu Zhiyu؛ زادهٔ ۵ ژانویهٔ ۱۹۹۳) قایقران روئینگ اهل چین است.
وی در مسابقات کشوری و بین‌المللی در مجموع برندهٔ ۳ مدال طلا، ۱ مدال برنز شده‌است.